# Mars 1943 (guerre mondiale)
Chronologie de la Seconde Guerre mondiale
Février 1943 - Mars 1943 -  Avril 1943
- 1er mars :
  - À Moscou, l'Union des patriotes polonais (ZPP) publie le programme du Parti ouvrier polonais et accuse le gouvernement polonais en exil à Londres d’être passif à l’égard de l’Allemagne et d’être antisoviétique.
  - Demiansk est libérée par l'Armée rouge

- 2 mars : 
  - Début de la bataille de la mer de Bismarck dans le sud-ouest du Pacifique
  - Départ du 49e convoi de déportation des Juifs de France, du camp de Drancy vers Auschwitz : 1000 déportés, 6 survivants en 1945.

- 4 mars : 
  - Départ du 50e convoi de déportation des Juifs de France, du camp de Drancy vers Majdanek : environ 1 000 déportés, 3 survivants en 1945.

- 5 mars :
  - Bataille du détroit de Blackett dans le Pacifique

- 6 mars : 
  - Départ du 51e convoi de déportation des Juifs de France, du camp de Drancy vers Majdanek : 998 déportés, 4 survivants en 1945.

- 8 mars :
  - Bombardements aériens alliés sur Rennes et Rouen ; cette campagne de bombardements se prolonge jusqu'au 28 mars

- 10 mars :
  - Ante Pavelic définitivement confirmé comme Poglavnik en Croatie.
  - Devant la dégradation de la situation en Croatie, Hitler confie à Heinrich Himmler la charge du maintien de l'ordre dans les Balkans.

- 12 mars au 29 mars :
  - Conférence alliée à Washington entre Roosevelt, Eden, Lirviniov et Soong.

- 13 mars : 
  - Un sous-marin italien de la classe Marconi, le Da Vinci (Commandant Gazzana-Priaroggia), coule le paquebot Empress of Canada au large de Freetown en Afrique du Sud, 400 personnes périssent dont quelques aviateurs de la France libre. Le Da Vinci fut coulé à son tour le 23 mai 1943 par deux destroyers britanniques.
  - Reconquête allemande de Kharkov menée par les troupes commandées par Erich von Manstein.
  - Échec d'une tentative d'attentat contre Hitler. Une bombe placée dans son avion de retour du front de l'Est n'explose pas (opération Flash).

- 17 mars :
  - Première action de groupe Manoukian : attaque d'une patrouille de gendarmes allemands à Levallois-Perret.

- 18 mars :
  - Le général Giraud abolit la législation de Vichy en Algérie[1].
  - La Guyane française rejoint le Commandement en chef français civil et militaire de Henri Giraud[2].

- 20 mars :
  - Début de l'offensive de Montgomery sur la ligne Mareth en Tunisie.

- 21 mars : 
  - Retour de Jean Moulin en France.
  - Échec d'une tentative d'assassinat d'Hitler par le colonel von Gersdorff à Berlin.

- 23 mars : 
  - Départ du 52e convoi de déportation des Juifs de France, du camp de Drancy vers Sobibor : 994 déportés, aucun survivant en 1945.

- 25 mars : 
  - Départ du 53e convoi de déportation des Juifs de France, du camp de Drancy vers Sobibor : 1008 déportés, 5 survivants en 1945.